# ДТ-3ПБ
ДТ-3ПБ (расшифр. «двухзвенный транспортёр 3-й [модели] плавающий бронированный») — российский двухзвенный бронетранспортёр с гусеничной ходовой частью, разработанный в середине 1990-х годов Акционерным обществом Машиностроительная компания (АО МК) «Витязь» по заданию Министерства обороны Российской Федерации (Минобороны России).
Боевая машина ДТ-3ПБ разработана на базе 4-тонного многоцелевого плавающего транспортёра-вездехода ДТ-4П или «Ледоруб».

## История
ДТ-3ПБ является трёхтонной бронированной версией 4-тонного ДТ-4П. 
ДТ-3ПБ — аналог шведского сочленённого бронированного транспортера Hagglunds BvS 10 компании BAE Systems.
Впервые ДТ-3ПБ представлен в 3-м Центральным научно-исследовательским институтом (ЦНИИ) Минобороны России в Бронницах 28 мая 2013 года.

## Конструкция

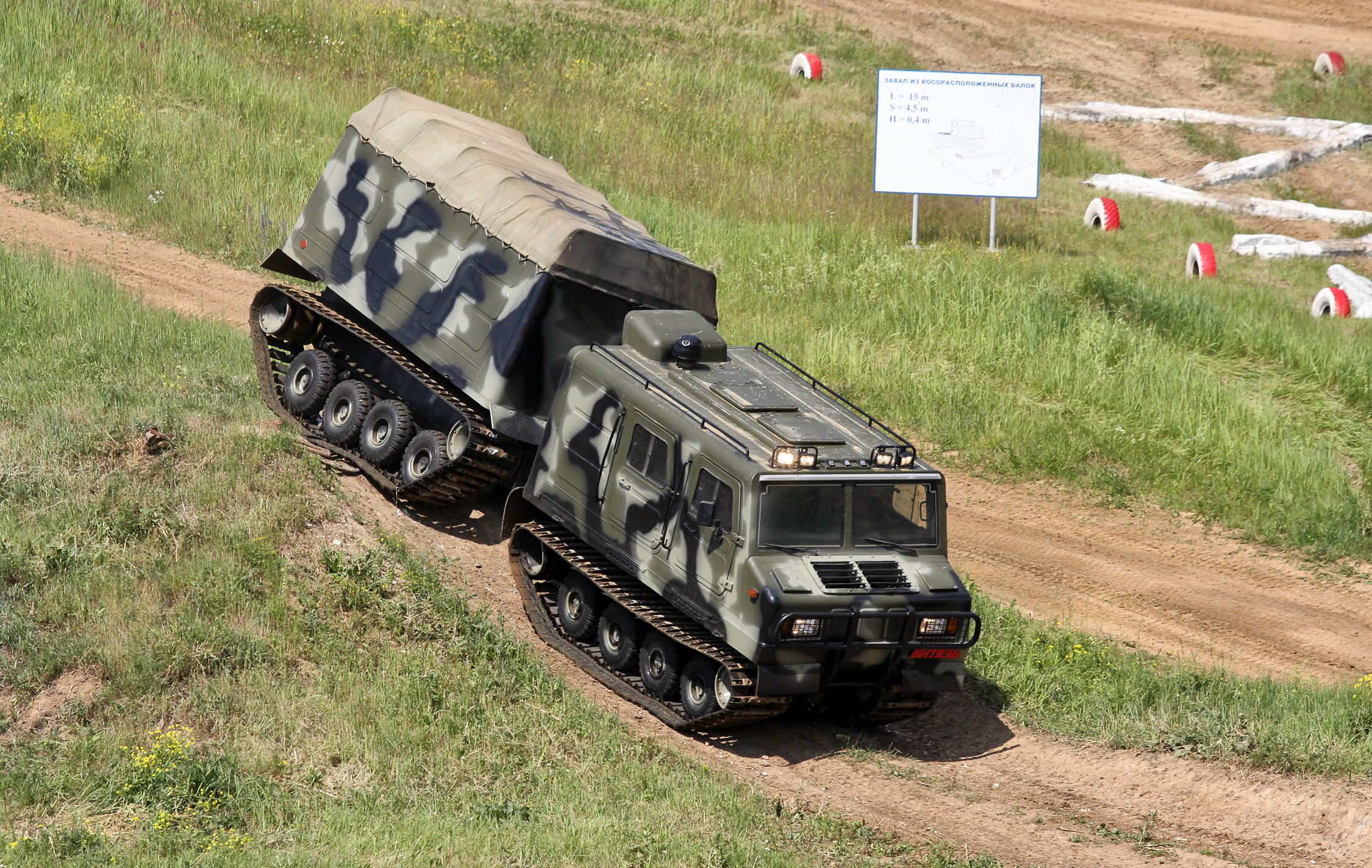
ДТ-3П

Боевая машина (броневой транспортёр) состоит из двух основных модулей (звеньев) на гусеничном ходу. На переднем звене (модуле) размещена кабина экипажа и силовая установка. Второе звено (модуль) является активной платформой для размещения различных изделий. Вооружён крупнокалиберным пулемётом с дистанционным управлением.

## Модификации
- ДТ-4П или «Ледоруб» — 4-тонный многоцелевой транспортёр[5][6].

Разработан в середине 1990-х в НИИ-21 для выпуска на Рубцовском машиностроительном заводе (РМЗ, с 2011 года — Рубцовский филиал ОАО «Научно-производственная корпорация „Уралвагонзавод“»).